# Natalja Kuziutina
Natalja Jurjewna Kuziutina (ros. Ната́лья Ю́рьевна Кузю́тина; ur. 1 marca 1989 r. w Briańsku) – rosyjska judoczka, brązowa medalistka igrzysk olimpijskich z Rio de Janeiro 2016 i dziewiąta w Tokio 2020, w wadze półlekkiej, wicemistrzyni świata, pięciokrotna mistrzyni Europy, srebrna i brązowa medalistka igrzysk europejskich. 

## Igrzyska olimpijskie
| Runda    | Przeciwniczka | Wynik       | Osiągnięcie |
| -------- | ------------- | ----------- | ----------- |
| 1. runda | Romy Tarangul | P 0000–0001 | 1. runda    |

| Runda         | Przeciwniczka        | Wynik     | Osiągnięcie |
| ------------- | -------------------- | --------- | ----------- |
| 1. runda      | Wolny los            | Wolny los | brąz        |
| 2. runda      | Ecaterina Guica      | W 002–000 | brąz        |
| Ćwierćfinał   | Misato Nakamura      | P 000–100 | brąz        |
| Repasaż       | Christianne Legentil | W 100–000 | brąz        |
| Brązowy medal | Ma Yingnan           | W 100–000 | brąz        |